# Megapodius
Megapodius là một chi chim trong họ Megapodiidae.

## Các loài
- Megapodius pritchardii Gray, 1864
- Megapodius laperouse Gaimard, 1823
- Megapodius nicobariensis Blyth, 1846
- Megapodius cumingii Dillwyn, 1853
- Megapodius bernsteinii Schlegel, 1866
- Megapodius tenimberensis Sclater, 1883
- Megapodius freycinet Gaimard, 1823
- Megapodius forsteni Gray, 1847
- Megapodius geelvinkianus Meyer, 1874
- Megapodius eremita Hartlaub, 1868
- Megapodius layardi Tristram, 1879
- Megapodius decollatus Oustalet, 1878
- Megapodius reinwardt Dumont, 1823